# Loménie de Brienne
Étienne Charles de Loménie de Brienne (9 de Outubro de 1727 – 16 de Fevereiro de 1794) foi um político e ministro das finanças do Rei Luís XVI de França.

## Vida
Nascido em Paris na província de Limousin em 9 de outubro de 1727. Entrou para igreja após sua brilhante carreira de estudante.
Em 1751 ele tornou-se doutor de teologia, embora houvesse dúvidas quanto à ortodoxia da sua tese. Em 1752 foi nomeado vigário geral para o Arcebispo de Rouen. Depois de visitar Roma, foi nomeado bispo de Condom (1760), e em 1763 foi nomeado para arcebispado de Toulouse.
Possui amigos muito famosos Anne Robert Jacques Turgot, André Morellet e Voltaire, e em 1770 ele foi eleito para a Academia Francesa. Ele foi três vezes chefe do departamento de competência na assembleia geral do clero, ele também teve um interesse em questões políticas e sociais da época, e dirigida ao Turgot uma série de memórias sobre estes temas, um deles, tratando de pauperismo, sendo especialmente notável. Em 1787 ele foi nomeado como presidente da Assembleia dos Notáveis, no qual a capacidade que ele atacou a política fiscal de Calonne, a quem sucedeu como chefe das finanças em 1° de maio de 1787.
Uma vez no poder, ele conseguiu fazer o registo de parlamento editais referentes ao comércio interno livre, a criação de assembleias provinciais e do resgate da corveia; em sua recusa de registo de decretos sobre o imposto de selo e da terra nova proposta geral de impostos, ele persuadiu o rei Luís XVI para prender um lit de justice, para fazer valer o seu registo. Para esmagar a oposição a essas medidas, ele persuadiu o rei para o exílio o parlamento de Troyes (18 de agosto de 1787).
Sobre o acordo do parlamento para prolongar o imposto direto sobre todos os tipos de renda, lembrou os conselheiros para Paris. Uma nova tentativa de forçar o parlamento a registar um edital para obter um empréstimo de 120 milhões de libras, se reuniu com a oposição determinada. A luta do parlamento contra a incapacidade de Brienne terminou em 8 de maio em seu consentimento para um edital para a sua própria abolição, com a ressalva de que os Estados-gerais devem ser convocados a sanar as perturbações do estado.
Renunciou ao cargo de ministro das Finanças, em 25 de agosto de 1788.
Brienne, que tinha entretanto sido nomeado arcebispo de Sens, já enfrentou a oposição quase universal, ele foi forçado a suspender a plénière Cour que tinha sido criado para tomar o lugar do parlamento, bem como a promessa de que os Estados-gerais deve ser convocados. Mesmo que essas concessões não foram suficientes para mantê-lo no poder, e em 29 de agosto, ele teve de se aposentar, deixando o cofre vazio.
Em 15 de Dezembro, foi nomeado Cardeal, e foi para a Itália, onde passou dois anos. Após a eclosão da Revolução Francesa, ele retornou à França, e tomou o juramento da Constituição Civil do Clero, em 1790.
Ele foi repudiado pelo papa, e em 1791 teve que desistir do barrete no comando do Papa Pio VI. Ele também foi um dos poucos prelados do antigo regime para o juramento cívico exigido pela Constituição revolucionária civil.
Aposentou-se a uma abadia confiscados pela revolução. Ele repudiou o catolicismo em 1793, no auge da Revolução Francesa.
Tanto a conduta de seu passado e do presente fez dele um objeto de suspeita para os revolucionários, ele foi preso em Sens em 9 de Novembro de 1793, e morreu na prisão, acredita-se também que ele possa ter sido envenenado ou até sofrido um ataque de epilepsia.

## Livros
As obras publicadas por Brienne são:
- Oraison funebre du Dauphin (Paris, 1766)
- Compte-rendu au Roi (Paris, 1788)
- Le Conciliateur, em colaboração com Turgot (Roma, Paris, 1754)